# Triumph und Tragik des Erasmus von Rotterdam

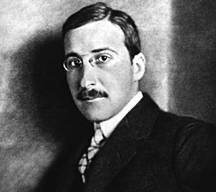
Stefan Zweig (ca. 1912)

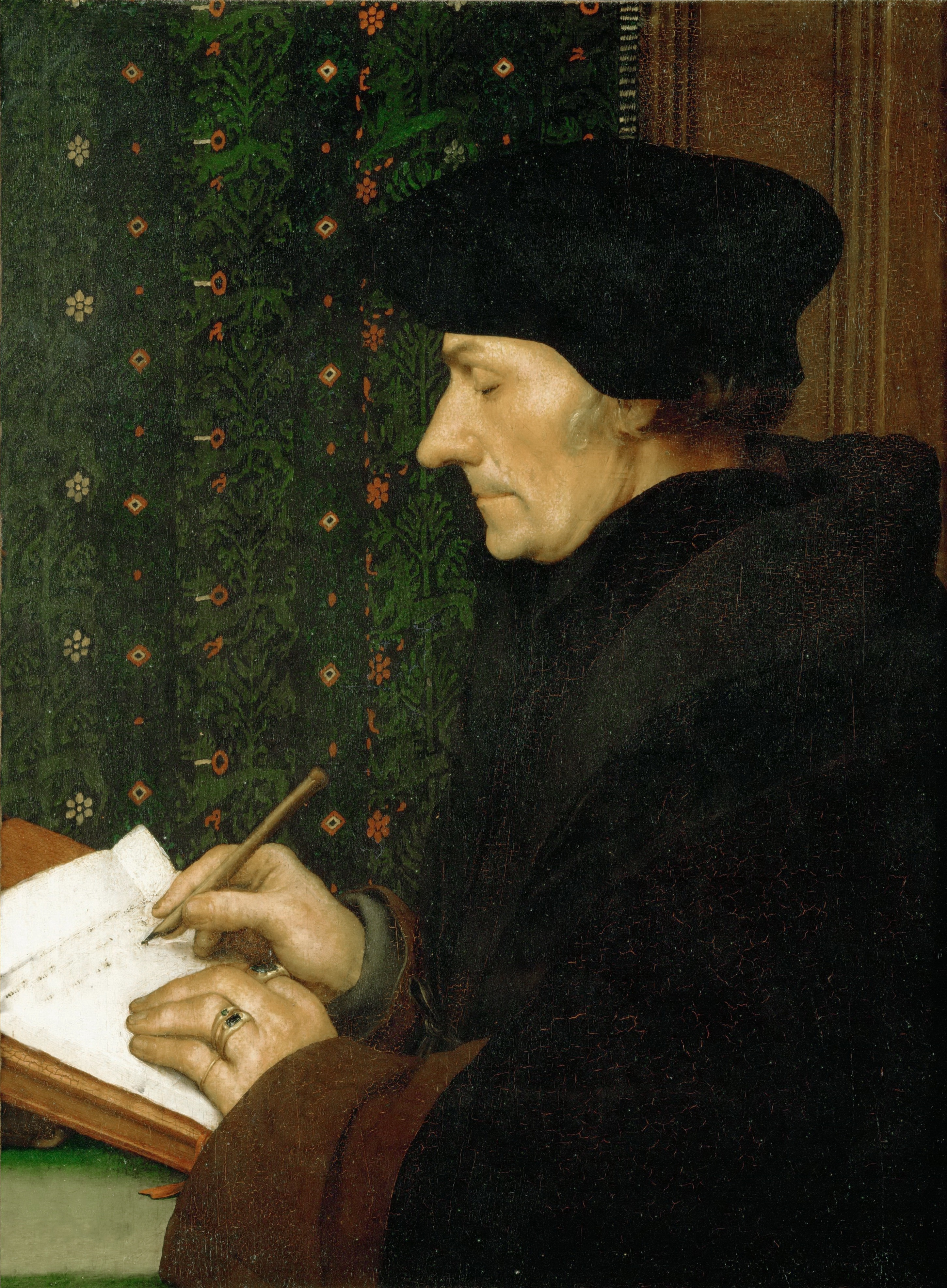
Erasmus, porträtiert von Hans Holbein dem Jüngeren (1523)

Triumph und Tragik des Erasmus von Rotterdam ist eine 1934 erschienene und von Stefan Zweig verfasste Biografie des humanistischen Universalgelehrten Erasmus von Rotterdam.

## Hintergrund
Das Entstehen der Erasmusbiographie fiel in eine Umbruchzeit im Leben des österreichischen Autors Stefan Zweig, der auf Grund seiner jüdischen Herkunft bald nach Ende seiner Arbeit an ihr vor den Nationalsozialisten ins Exil flüchten musste. Die Recherchearbeiten fing er bereits im Frühjahr 1932 in Salzburg mit dem Lesen der Erasmusbiographie Johan Huizingas an, die für ihn zur wichtigsten Quelle wurde. Er erkannte in ihm sein eigenes Schicksal wieder, wie er seinem Schriftstellerkollegen Romain Rolland am 9. Mai 1932 schrieb; ein Jahr später, am 26. April 1933, berichtete er ihm von seinem Entschluss, dem niederländischen Humanisten „eine Studie [zu] widmen“. In dieser sollten die Analogien zur damaligen Zeit, d. h. zu Adolf Hitler, der erst vor kurzem die NS-Diktatur errichtet hatte (siehe Machtergreifung), klar und deutlich werden. Erasmus habe nämlich „durch Luther die gleichen Niederlagen erlitten [...] wie die humanen Deutschen heute durch Hitler“, wie er in einem Brief an Klaus Mann schrieb. Als Titel zog er auch Bildnis eines  Besiegten in Erwägung. An mehreren Stellen der Biografie pflegt Zweig dabei einen freien Umgang mit den Fakten, um seiner Rhetotrik freien Lauf lassen zu können.
Zweig weigerte sich, sein Buch im NS-Staat zu veröffentlichen, selbst wenn er es könnte. Seine Texte waren nämlich ohnehin schon von den neuen Machthabern verboten und verbrannt worden. Stattdessen erschien die Biographie zunächst in einem Vorabdruck des ersten Kapitels in der Wiener Neuen Freien Presse im Dezember 1933 und dann in Buchform als Privatdruck im Jahr 1934. Dabei war das erste Kapitel überarbeitet worden, dahingehend, politisch-polemisches zu entfernen. Trotz der Proteste seines Verlegers Anton Kippenberg strich Zweig seine Vorrede nicht, die expliziten Bezug auf die politischen Verhältnisse in Deutschland nahm. Dadurch wurde die Triumph und Tragik zu seinem ersten Werk, dass nicht im Insel-Verlag, sondern bei Reichner 1935 in Wien erschien. In Deutschland wurde das Buch erst 1950 durch den S. Fischer Verlag veröffentlicht.

## Inhalt
Zweig leitet seine Biografie ein, indem er seine Thesen zu Erasmus von Rotterdam erläutert. Dieser sei „der erste bewußte Europäer“, ein Kämpfer für das humanistische Ideal und nicht zuletzt ein Besiegter gewesen. Sein Leben habe er der „harmonische[n] Zusammenfassung der Gegensätze im Geiste der Humanität“ gewidmet und gehofft, die Menschheit durch Bildung zu bessern. Dem sei damals wie heute der „Fanatismus“ der „Masse“ entgegengestanden. Dieser Gegensatz sei in manchen historischen Situationen wie der Reformation zugespitzt, so dass das einzelne Individuum sich nicht mehr gegen die Masse widersetzen könne. Einzig Erasmus sei sich und seinem humanen Ideal in dieser Zeit religiöser Umbrüche treu geblieben; er habe das Leuchtfeuer der Vernunft für zukünftige Generationen bewahrt. Im zweiten Kapitel behandelt Zweig die Zeit, in die Erasmus geboren wurde. Geprägt worden sei sie vom Buchdruck, einem neuen, revolutionären Kommunikationsmittel, das wie die Telekommunikation um die Jahrhundertwende die Kommunikation um einiges beschleunigte. Zudem sei Europa in dieser Zeit zu seiner Vorherrschaftsrolle gekommen.
Nun beginnt Zweig die eigentliche Lebensgeschichte des Erasmus. Dieser sei zunächst in die verschulte, mittelalterliche Welt der Scholastik geboren worden. Diese beschreibt Zweig, auch mit antijüdischen Klischees, als gänzlich unfruchtbar für das Geistesleben. Erasmus sollte in dieser Umgebung bahnbrechend wirken, die Humanisten anführen und auch die Aufklärung vorausahnen, die ihn in vielem nur imitiert habe. Er sei außerdem einer der Vordenker der Einheit des Abendlandes und des Pazifismus gewesen. Die Grenzen des Humanismus sieht Zweig im Kulturoptimismus, das das Zerstörerische im Menschen unterschätze. Das einfache, ungebildete, barbarische Volk sei von Erasmus verachtet worden; mit seinen politischen Streitereien habe er sich nicht auseinandersetzen wollen. Daraufhin zeichnet Zweig den Konflikt zwischen dem „Geistmenschen“ Erasmus und den „Tatmenschen“ Martin Luther nach, dem er letzten Endes unterlegen sei. Er zeichnet beide Kontrahenten als reine Gegensätze, selbst im Körperlichen. Wo Erasmus kränkelte, sei Luther beinahe übergesund gewesen. In diesem Konflikt habe Erasmus oftmals Chancen wie den Reichstag zu Augsburg verpasst. Zuletzt bespricht Zweig das Humanitätsideal des Erasmus, das auch in der Moderne noch nicht ganz verwirklicht worden sei. Zweig hebt zuletzt hervor, dass Erasmus’ in dieselbe Zeit wie das Erscheinen des Fürsten von Niccolò Machiavelli fiel, in seinen Augen der Antithese zur Humanität des Erasmus.

## Rezeption und Forschung
Die Reaktionen unter den Zeitgenossen Zweigs war geteilt. Romain Rolland lobte seinen Schriftstellerkollegen in einem Brief an ihn für „eines [seiner] besten Bücher“, das durch Objektivität und Aktualität heraussteche. Allerdings sei der Erasmus ein grundlegend elitärer Charakter, der höchstens ein Paradies für Intellektuelle erschaffe, nicht aber für die Arbeiter. Joseph Roth urteilte positiv über das Buch; es sei die Biographie von Zweigs Spiegelbild. Thomas Mann, der in dieser Zeit selber Erasmus-Parallele bei sich entdeckte, hatte eine ambivalente Einstellung gegenüber Zweigs Biografie. Besonders die Charakterisierung Luthers, in dem er eine Hitleranalogie erkannte, und der Gegensatz zwischen ihm und Erasmus störten ihn immens. Dem Pessimismus Zweigs stimmt er jedoch zu; man könne im Nationalsozialismus eine Wiederkehr der „tumultuöse[n] und blutige[n] Rolle des Luthertums“ erkennen. Der Historiker Wallace Klippert Ferguson lobte Zweig zwar dafür, ein einfühlsames Portrait des Erasmus geschaffen zu haben, kritisierte jedoch die fachlichen Mängel. So sei Zweigs Recherchearbeit nur mangelhaft gewesen.
Helmut Koopmann (1996) betont in seiner Studie die autobiographischen Aspekte von Zweigs Erasmusbiographie. Man lerne ihn besser kennen als durch seine eigene Autobiographie; das Buch sei ein Stück Exilgeschichte. Diese Wiederspiegelung des eigenen Lebens in der Reformation wiederholt sich bei Zweig in Castellio gegen Calvin; laut Hans-Albrecht Koch (2003) ist noch die Hauptfigur der Schachnovelle eine erasmische Figur. Koch behauptet weiter, dass Zweig in seiner Erasmusbiographie seine eigenen Schwächen ehrlich zeige und nicht in Wunschdenken verfalle. Rüdiger Görner (2011) erkennt Unterschiede zwischen dem Kosmopoliten Zweig und seinem Erasmus, dem nie eine Integration in eine fremde Kultur gelinge. Ihm zufolge versucht Zweig eher, die Schwächen des Humanismus aufzuzeigen. Im Kontext seiner weiteren Biographien sind auch bei der Triumph und Tragik einige Muster zu erkennen, beispielsweise die Wahl eines Besiegten als Hauptcharakter. Kritisch hervorgehoben wird von anderen Forschern auch der Eurozentrismus des von Zweig entworfenen Erasmischen. Leon Botstein (1982) meint, dass in der Triumph und Tragik Zweigs Konzept von historischer „Größe“ klar werde. Für Zweig sind solche bedeutenden Individuen wie in diesem Fall Erasmus grundlegend verschieden von der großen Masse der Menschheit; nur sie können durch ihre Distanz zum gesellschaftlichen Geschehen die Welt verstehen. Wenn dieses Verständnis jedoch, wie Zweig impliziert, der geistigen Elite vorenthalten sei, hätte diese nie die Unterstützung des einfachen Volkes und könnte ohne Philosophenkönige ohre Ziele nicht umsetzen. Botstein verweist zudem darauf, dass Zweig nicht versucht, die sozialen Hintergründe der Reformation zu verstehen.